# Hisako Kyōda
Hisako Kyōda (京田 尚子 Kyōda Hisako), también conocida como Naoko Kyōda (Tokio, 22 de febrero de 1935), es una actriz y seiyū japonesa. Es conocida por participar en series de anime como Ranma ½, Sailor Moon, InuYasha, Vandread, Fushigi Yūgi y la película de Hayao Miyazaki, Nausicaä del Valle del Viento, entre otros trabajos. Su tipo de sangre es 0 y mide 1,44m.

## Papeles interpretados

### Series de Anime
- Anmitsu Hime como Shibucha
- Ashita no Joe como Okamisan
- Ashita no Nadja como Anna Petrova
- Basilisk: The Kouga Ninja Scrolls como Iga Ogen
- Bōken Ō Beet como Appraiser
- Crayon Shin-chan como la Jefa de la Librería Kasukabe y Girigiri
- El teatro de Rumiko como Kayoko
- Eureka Seven como Nun
- Fushigi Yūgi como la narradora y Taiitsukun
- GeGeGe no Kitarō (1985) como Bakeneko
- Gintama como Matsu
- Go! Anpanman como Omusubiman
- Golgo 13 como Martha
- Hunter × Hunter 2011 como La abuela de Gon
- Inukami! como Kayano Kawahira/Sōke (anciana)
- InuYasha como Kaede
- Itazura na Kiss como Yoko Yoshida (eps 20-22)[3]
- Katoli como Ilda
- Keroro Gunsō como Akina Hinata
- La espada del inmortal como Yaobikuni
- La Rosa de Versalles como Baaya
- Las aventuras de Peter Pan como Siniestra
- Los Moomin como Clarissa
- Lupin III: Parte II como Madame d'Busu
- Lupin III: Parte III como Misesu Aruda
- Maison Ikkoku como Yukari Godai
- Mōtto! Ojamajo Doremi como Majo Sloan
- Mushishi como Tama
- Natsume Yūjin-Chō como Aokuchinashi
- Ojarumaru como Yoshiko Tanaka
- Osomatsu-kun (1988) como la narradora
- Ouran High School Host Club como Shizue Suoh
- Papá Piernas Largas como Eliza
- Pokémon como Kane y Suzu
- Ranma ½ como La abuela de Sentarō Daimonji
- Rascal, el mapache como Clarissa
- Sailor Moon SuperS como Zirconia
- Sakura Taisen como Katsura Shinguji
- Shaman King como Kino Asakura y Melanie
- Shangri-La como Nagiko Houjou
- Shingu: Secret of the Stellar Wars como Wanamusi
- Sōkyū no Fafner como Ikumi Nishio
- Someday's Dreamers como Mitsuko Takahashi
- So・Ra・No・Wo・To como Jacott
- Star Driver: Kagayaki no Takuto como Ageha Agemaki
- Stratos 4 como Rin Mikuriya
- Super Doll Licca Chan como la Directora
- Taiho Shichauzo como la madre de Oshou
- The Twelve Kingdoms como la abuela de Kaname
- Toppo Jijo como Knop
- Urusei Yatsura como Presatio
- Utawarerumono como Tuskuru
- Vandread como Magno Vivan
- Wagamama Fairy Mirmo de Pon! como Baramo
- Yū Yū Hakusho como Genkai

### OVAs
- Agent Aika como B. A. Bandra
- Fushigi Yūgi como Taiitsukun
- Fushigi Yūgi Eikôden como Taiitsukun
- Riki-Oh 2: Horobi no Ko como Kiyo
- Sakura Taisen como Katsura Shinguji
- Stratos 4 como Rin Mikuriya
- Stratos 4 Advance como Rin Mikuriya
- Tenchi Muyō! Ryo-Ōki (1992) como Okami
- Tenchi Muyō! Ryo-Ōki 2 (1994) como Okami
- Vandread como Magno Vivan

### Películas
- Arion como la esposa de Ethos
- Black Jack (1996) como Yoshiko
- Crayon Shin-chan (películas 3, 7, 8 y 9) como la Jefa de la Librería Kasukabe
- Dr. Slump 2: Una aventura espacial como la Reina Takeya
- Fafner: Heaven and Earth como Ikumi Nishio
- InuYasha: El amor a través del tiempo como Kaede
- Kono Sekai no katasumi ni como Ito Morita
- Maison Ikkoku Kanketsuhen como Yukari Godai
- Nausicaä del Valle del Viento como Obaba
- One Piece: Karakuri-jō no Mecha Kyohei como Roba
- One Piece Film: Strong World como la abuela de Xiao
- Urusei Yatsura: Only You como Babara
- Yū Yū Hakusho: Meikai Shito Hen - Hono No Kizuna como Genkai

### Videojuegos
- Dragon Age II como Flemeth
- Kingdom Hearts 3D: Dream Drop Distance como Laverne
- Kingdom Hearts Birth by Sleep como el Hada Madrina
- Kingdom Hearts II como Fauna
- Suikoden V como Raja
- Utawarerumono como Tuskuru

### CD Drama
- Elemental Gelade (volúmenes 16 y 17) como Glinna

### Doblaje
- Animaniacs como Slappy Squirrel
- G.I. Jane como  Lillian DeHaven
- Harry Potter y la Orden del Fénix como Arabella Figg
- La bella durmiente como Fauna
- Mr. Popper's Penguins como la Sra. Selma Van Gundy
- Pocahontas como Abuela Sauce
- Popeye el marino como Olivia Olivo
- Sabrina, the Teenage Witch como Zelda Spellman